# Odnawianie materiału siewnego
Odnawianie materiału siewnego – ustawowe zobowiązanie nakładane na rolnika, w sprawie planowego odnawiania materiału siewnego, obejmujący określone gatunki zbóż oraz uprawy ziemniaków. Planowe odnowienie polegało na stosowaniu kwalifikowanego materiału siewnego, nabytego w określonych gospodarstwach reprodukcyjnych lub placówkach handlowych.
Na podstawie ustawy z 1961 r. o hodowli roślin i nasiennictwie wprowadzono obowiązek stosowania planowego odnawiania materiału siewnego we wszystkich gospodarstwach rolnych.
Według rozporządzeń Ministra Rolnictwa z 1961, 1968, 1974 r. w sprawie objęcia upraw zboża i ziemniaków obowiązkiem planowego odnawiania materiału siewnego w gospodarstwach rolnych decyzje w sprawie odnawiania materiału siewnego wydaje corocznie, na podstawie zatwierdzonego pięcioletniego panu nasiennego:
- biura gromadzkich rad narodowych (urzędu gminy) – w stosunku do gospodarstw indywidualnych,
- właściwe do spraw rolnictwa organy powiatowych rad narodowych – w stosunku do gospodarstwa państwowych i spółdzielczych

Decyzja określała:
- gospodarstwa objęte w danym roku obowiązkiem odnawiana materiału siewnego,
- rodzaj ziemiopłodów objęty obowiązkiem odnawiana materiału siewnego określony gatunek zbóż, ziemniaki,
- gospodarstwo reprodukcyjne bądź uspołecznioną placówkę handlową, w której należy zaopatrywać się w materiał siewny,
- powierzchnia uprawy rośliny objętej obowiązkiem odnowienia, ustaloną na podstawie deklaracji gospodarstwa, oraz ilość materiału siewnego potrzebnego do obsiewu (obsadzenia) tej powierzchni, wyliczoną zgodnie z zalecanymi normami agrotechnicznymi,
- termin, w którym materiał siewny powinien być nabyty przez gospodarstwo.

Decyzje w sprawie objęcia obowiązkiem odnowienia w danym roku materiału siewnego doręczają zainteresowanym gospodarstwom.
Naczelnik gminy podawał do powszechnej wiadomości w sposób przyjęty w danej miejscowości, w których wsiach posiadacze indywidualnych gospodarstw rolnych obowiązani są do odnowienia materiału siewnego w najbliższym sezonie siewnym oraz w której placówce handlowej należy materiał ten nabywać.
Kontrolę wykonania obowiązku planowego odnawiania materiału siewnego w gospodarstwach uspołecznionych sprawują naczelnicy powiatów, a w indywidualnych gospodarstwach rolnych – naczelnicy gmin.
W indywidualnych gospodarstwach rolnych o powierzchni nie przekraczającej 1 ha, posiadacze takich gospodarstw mogą zaopatrywać się w materiał siewny na warunkach przewidzianych dla gospodarstw objętych obowiązkiem planowego odnawiania materiału siewnego.
Plan odnowienia materiału siewnego dla gromady sporządzał agronom gromadzki, który przy jego sporządzaniu kierował się następującymi zasadami:
- zaopatrzenie gospodarstw rolnych w nasiona zbóż oraz sadzeniaków, dostarczane na planowe odnowienie w drodze dostaw handlowych, powinno obejmować cały areał uprawy danego gatunku objętego obowiązkiem odnowienia nasion zbóż i sadzeniaków w gospodarstwach rolnych,
- gromadzkim planem nie należy obejmować gospodarstw reprodukcyjnych prowadzących kontraktację konsumpcyjną jęczmienia browarnego dla państwowych zakładów zbożowych oraz kontraktację sadzeniaków i ziemniaków jadalnych na eksport,
- gospodarstwa mogą otrzymać nasiona zbóż w zasadzie tylko z jednej ze zrejonizowanych odmian oraz nie więcej niż trzy odmiany sadzeniaków zrejonizowanych w danym terenie.

Ceny nasion kwalifikowanego materiału siewnego i sadzeniakowego były wyższe od materiału pochodzącego z wymiany sąsiedzkiej. Kredyty na zakup materiału udzielały spółdzielnie oszczędnościowo-pożyczkowe.
Dostarczane rolnikom nasiona na planowe odnowienie w stopniu oryginału lub 1-go odsiewu oddział centrali nasiennej rozliczał po cenie sprzedaży liczonej za nasiona I klasy w wysokości 110% ceny obowiązującej w skupie rynkowym zboża konsumpcyjnego jakości podstawowej, a za nasiona II klasy -105% tej ceny.
Dostarczane rolnikom sadzeniaki na planowe odnowienie w stopniu kwalifikacji klasy A lub klasy B oddział centrali nasiennej rozliczał po cenie zakupu pomniejszonego o 10zł/q.